# Paul Lecaron

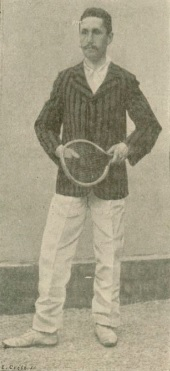
Paul Lecaron im April 1898

Paul Émile Lecaron (* 29. Juli 1863 in Neuilly-sur-Seine; † 17. September 1940 in Paris) war ein französischer Tennisspieler.

## Biografie
Lecaron nahm an den Olympischen Sommerspielen 1900 in Paris am Tenniswettbewerb teil. Im Einzel kam er nach einem Sieg in der ersten Runde gegen Albert Lippmann nicht über das Viertelfinale hinaus, wo er Reginald Doherty unterlag. Im Doppel verlor er mit Paul Lebreton in der ersten Runde abermals gegen Reginald, der mit seinem Bruder Laurence Doherty eines der besten Doppel der damaligen Zeit bildete und mit dem er später auch Olympiasieger wurde.
Lecaron spielte noch einige andere Tennisturniere in seinem Heimatland. So stand er 1897 und 1899 jeweils im Halbfinale der French Closed Championships, genauso wie 1903 beim Paris International. 1896, 1898, 1900 bis 1902 sowie 1904 stand er im Viertelfinale der French Covered Court Championships. Selbiges Resultat schaffte er 1902 erneut beim Paris International.